# Сич Тарас Степанович
Тара́с Степа́нович Си́ч (30 березня 1966 — 13 лютого 2015) — солдат Збройних сил України.

## Життєвий шлях
Закінчив вінницьку староміську школу № 11, Вінницький політехнічний університет. Пройшов строкову військову службу в лавах ЗС СРСР. Був закоханий у вірші та книги, обрав професію бібліотекаря — працював завідувачем бібліотеки-філії № 17. Також був представником неформального руху хіпі. Останн роки працював будівельником, у вільний час ремонтував монастир — безкоштовно.
Активно брав участь у подіях Революції Гідності, також куховарив. До добровольчих формувань пішов з Майдану. В часі формування «Київської Русі» із добровольців з Майдану, їздив у військкомат — брати направлення на перекваліфікацію (був прикордонником за спеціальністю). Кухар 25-го окремого мотопіхотного батальйону. Був пацифістом, допомагав пораненим, зброю до рук не брав принципово. Харчі для бійців готував тричі на день — сам — для 37 осіб.
Після ротації не захотів залишати побратимів і повернувся до частини (хоч мав вади здоров'я).
Загинув 13 лютого під час мінометного обстрілу, вчиненого терористами біля Дебальцевого — снаряд розніс кухарський намет. Тіло шукали місяць, у березні 2015-го відшукали в Дніпропетровську.
27 березня 2015-го з Тарасом попрощалися у Вінниці, похований на Центральному міському кладовищі, Алея Слави.
Без Тараса лишилися доросла донька та онучка.

## Нагороди та вшанування
- Указом Президента України № 553/2015 від 22 вересня 2015 року — орденом «За мужність» III ступеня (посмертно)[1]
- 28 червня 2015 року у Центральному парку Вінниці пройшов фестиваль польової кухні пам'яті Тараса Сича. Фестиваль став традиційним і проводиться щороку на День Конституції[2].